# Tyrolean
 (décembre 2022).
Tyrolean ou Tyrolean Airways (code AITA : VO ; code OACI : TYR) est une compagnie aérienne autrichienne basée à Innsbruck qui fait partie du groupe Austrian Airlines. Elle opère sous le nom d'Austrian Arrows. Cette compagnie opère uniquement en Europe.

## Flotte
En décembre 2014, la flotte de Tyrolean Airways est constituée des avions suivants, dont l'âge moyen est de 15,6 ans.
*Note : la taille de la classe Business et de la classe Economy sur les A319, A320, A321 peut varier selon la demande.

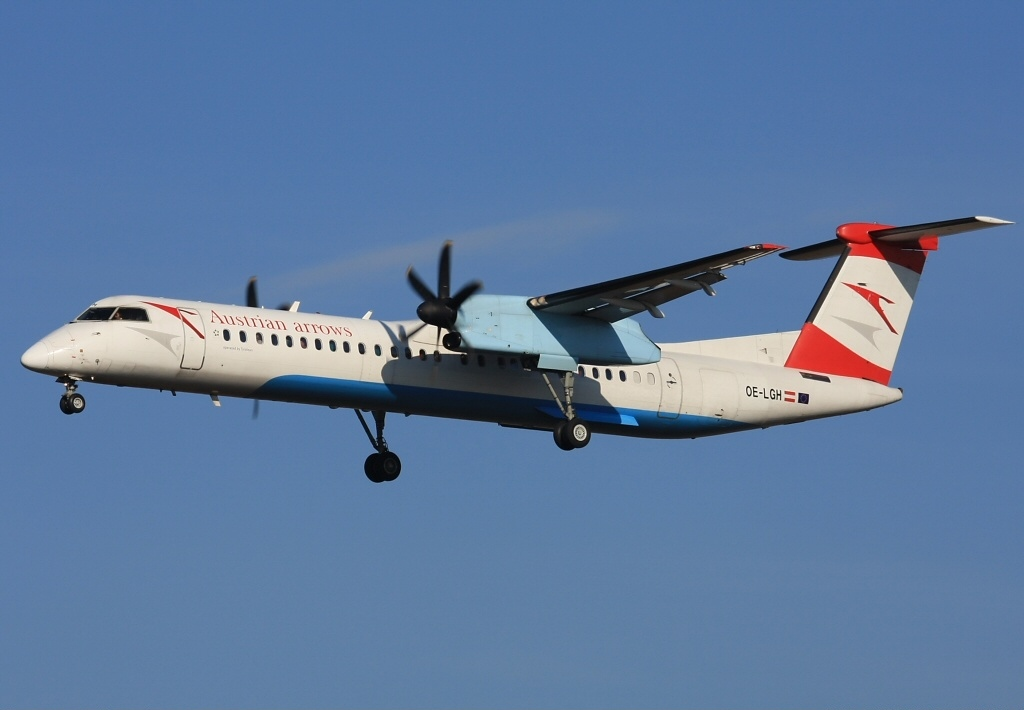
Bombardier Q400 d'Austrian Arrows.
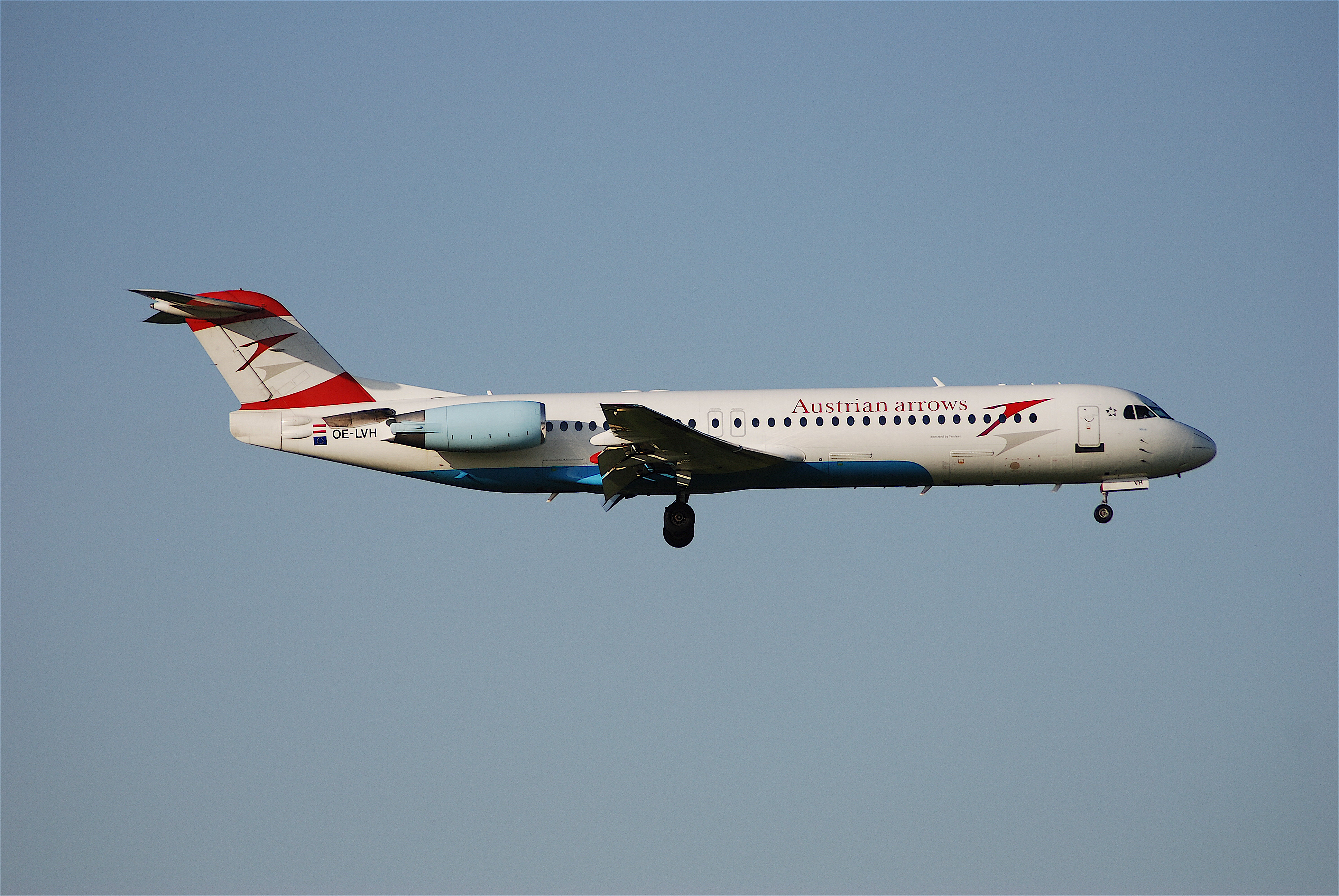
Fokker 100 d'Austrian Arrows.
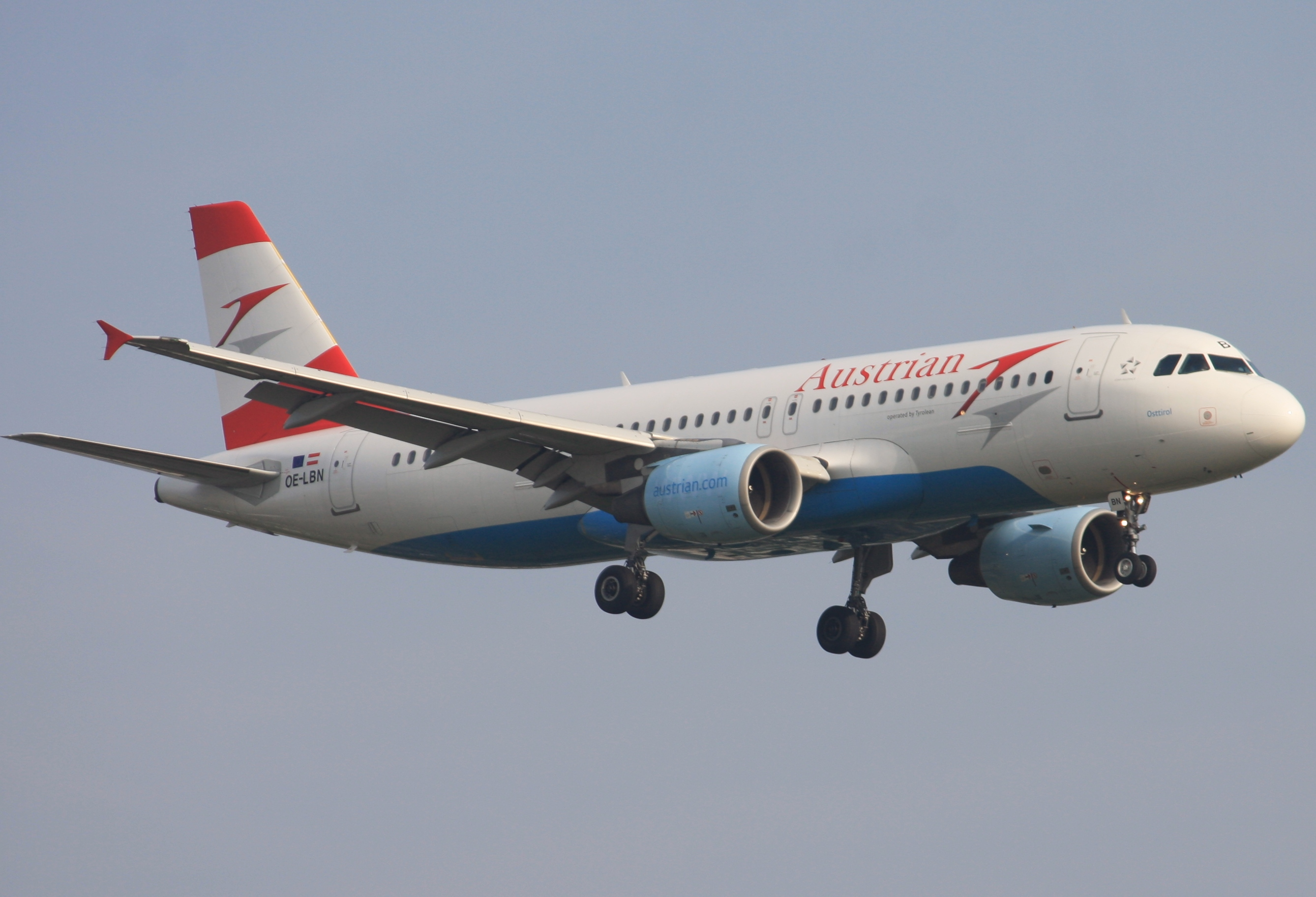
Airbus A320 de Tyrolean (livrée Austrian Airlines).